# Décile socio-économique
Dans le cadre du système éducatif néo-zélandais, le décile est une mesure clé du statut socio-économique utilisée pour cibler le financement et les supports pour les écoles. Dans le contexte de l’enseignement académique, le terme complet de « socioeconomic decile » ou « socioeconomic decile band » peut être utilisé pour désigner le taux de décile.
Le décile d’une école indique la mesure dans laquelle l’école prend en charge des élèves venant de classes de faible niveau socio-économique. Les écoles de décile 1 sont les 10 % des écoles avec la proportion la plus élevée de milieux socio-économiques bas,.
Ce système fut mis en place en 1995. Sa nature exacte a changé depuis.
Le « socio-economic decile » (aussi connu sous le nom de « socio-economic decile band » ou simplement « decile ») est une mesure utilisée largement pour apprécier le statut socio-économique en ce qui concerne le système éducatif néo-zélandais. Il a été utilisé initialement comme cible de recherche et comme support pour évaluer le financement nécessaire au fonctionnement des écoles.

## Détail
Le décile socio-économique d'une école est calculé par le ministère de l'éducation tous les 5 ans, après chaque recensement de la population et des foyers en utilisant les données recueillies. Toutefois, le décile de 2013 (vu que le précédent datait de 2008) a du être retardé de deux ans du fait du séisme de Christchurch de 2011.
Avant le calcul du décile, Statistics New Zealand calcule les facteurs suivants dans chaque meshblock (la plus petite unité de recensement, composée de 50 ménages chacune), sans prendre en compte les ménages de cette unité qui n'ont pas d'enfant en âge d'aller à l'école :
- les revenus du ménage : la proportion de ménages qui, après ajustement en fonction de la composition des ménages, se situe dans les 20 % supérieurs du revenu national,
- le travail : la proportion de parents qui occupent des postes non qualifiés, dont ceux dont le niveau de compétence atteint 4 et 5 sur le Australian and New Zealand Standard Classification of Occupations,
- l'encombrement du ménage : la proportion de ménages "encombrés", c'est-à-dire comptant plus d'habitants qu'il n'y a de chambres, ajusté aux parents ayant seulement un enfant de moins de dix ans,
- les qualifications éducatives : la proportion de parents n'ayant pas aucune formation formelle,
- les aides au revenu : la proportion des parents qui reçoivent l'aide à domicile, à l'assurance chômage, l'allocation aux adultes handicapés.

Chaque école fournit la liste des adresses de ses élèves pour déterminer à quel « meshblocks » il appartient.
Pour chacun de ces cinq facteurs, la moyenne pour l’école est trouvée en additionnant le facteur applicable à chaque « meshblocks », en ajustant pour le nombre des élèves de l’école vivant dans chacun des « meshblocks ». Toutes les écoles en Nouvelle-Zélande sont ainsi listées dans l’ordre pour chaque facteur, et reçoivent un pourcentage pour chaque facteur. Les pourcentages pour chaque facteur sont alors additionnés ensemble pour donner un score sur 500. Quand les scores sont ordonnés, la liste des écoles est divisée par 10, donnant ainsi l’un des dix déciles.
Ceci donne une mesure large de la seuil de pauvreté relative, ou une idée agrégée du niveau socio-économique (ou classe sociale), des parents ou de ceux qui prennent soins des enfants de chaque école, avec un taux de décile de 1 pour les 10 % des écoles avec les plus faibles communautés socio-économiques et un décile de 10 pour les écoles à l’extrémité supérieure de l’échelle.
À noter que certains types d’écoles peuvent acquérir un décile sans rapport avec le statut socio-économique de l’école de la communauté. Par exemple, une école pour parents adolescent appartient toujours au décile 1, en raison de l’effet inhérent de la notion de grossesse chez l’adolescente et de la paternité sur le statut socio-économique, même si l’unité pour parents adolescents est situé dans une zone de haut niveau SES (en) ou rattaché à une école avec un taux de décile élevé.
Le taux de Décile ne s’applique pas seulement pour le financement de l’instruction obligatoire, mais un grand nombre de financements différents de la part du gouvernement central et de services de support aux écoles, qui sont très affectés par le taux de décile. L’école a un financement plus important pour les écoles de faible décile. Le financement et les mesures de support comprennent :
1. des financements ciblés pour les succès éducatifs (TFEA) (déciles 1 à 9)
2. des fonds d’éducation spécialisée (Special Education Grant)(SEG) (déciles 1 à 10)
3. des fonds visant à organiser des session d'information sur les carrières (Careers Information Grant, CIG) (déciles 1 à 10, seulement pour les années 9 à 13)
4. des financements pour le transport des élèves pour les Kura Kaupapa Māori (déciles 1 à 10)
5. des allocations destinées aux fournitures pour les enseignants des zones en priorité (Priority Teacher Supply Allowance, PTSA) (déciles 1 à 2)
6. des allocations de relocalisation nationales (National Relocation Grant, NRG) (déciles 1 à 4)
7. un financement discrétionnaire pour les directeurs (déciles 1 à 4)
8. un financement de soutien à la formation des éducateurs spécialisés à l'apprentissage comportemental (Resource Teachers of Learning and Behaviour (RTLB) Learning Support Funding) (déciles 1 à 10)
9. financement de soutien aux éducateurs spécialisé (RTLB) pour les années 11 à 13 (déciles 1 à 10)
10. programme d'aide financier aux propriétés scolaires (déciles 1 à 10)
11. Centres de soutien aux études (déciles 1–3)
12. présence de travailleurs sociaux dans les écoles (déciles 1 à 5)
13. service de lutte contre l'absentéisme au niveau du district (déciles 1–10)

Pour l’année 2015, la base de financement fondée sur le taux de décile était le suivant :
| Décile | Niveau | TFEA (par élève) | SEG (par élève) | CIG (par élève de 9 à 13 ans) |
| ------ | ------ | ---------------- | --------------- | ----------------------------- |
| 1      | A      | 914,87 $         | 74,68 $         | 37,68 $                       |
| 1      | B      | 850,53 $         | 74,68 $         | 37,68 $                       |
| 1      | C      | 738,61 $         | 74,68 $         | 37,68 $                       |
| 2      | D      | 623,98 $         | 72,55 $         | 36,21 $                       |
| 2      | E      | 512,08 $         | 72,55 $         | 36,21 $                       |
| 2      | F      | 424,74 $         | 72,55 $         | 36,21 $                       |
| 3      | G      | 353,75 $         | 67,61 $         | 32,91 $                       |
| 3      | H      | 280,09 $         | 67,61 $         | 32,91 $                       |
| 3      | I      | 222,79 $         | 67,61 $         | 32,91 $                       |
| 4      | J      | 184,57 $         | 64,02 $         | 30,27 $                       |
| 4      | K      | 151,49 $         | 64,02 $         | 30,27 $                       |
| 4      | L      | 136,47 $         | 64,02 $         | 30,27 $                       |
| 5      | M      | 116,92 $         | 59,75 $         | 27,34 $                       |
| 6      | N      | 94,94 $          | 55,48 $         | 22,16 $                       |
| 7      | O      | 72,36 $          | 51,23 $         | 18,43 $                       |
| 8      | P      | 47,33 $          | 46,97 $         | 16,99 $                       |
| 9      | Q      | 29,22 $          | 42,68 $         | 16,25 $                       |
| 10     | Z      | —                | 38,43 $         | 15,51 $                       |

Les données statistiques concernant les écoles primaires et secondaires et leurs élèves peuvent être réparties selon le taux de décile socio-économique. Par exemple, les données fournies par le ministère de l’Éducation montrent une corrélation entre les écoles avec un décile élevé et :
- un taux plus élevé de réussite du NCEA (en) de niveau 2[8].
- un taux plus élevé d’entrée dans l’enseignement supérieur[9].
- un taux plus faible d’absentéisme[10].

Il convient de noter toutefois que le taux de décile socio-économique seul n'est pas la cause de ces statistiques (selon le principe que la corrélation n’implique pas de causalité).

## Exemples
Le tableau suivant liste le positionnement en termes de décile des trente écoles secondaires à Auckland, Wellington et Christchurch.
| Décile | Écoles                                                                                   |
| ------ | ---------------------------------------------------------------------------------------- |
| 1      | Otahuhu College, Tangaroa College, James Cook High School                                |
| 2      | Manurewa High School, Mana College, Linwood College                                      |
| 3      | Alfriston College, Papatoetoe High School, Hornby High School                            |
| 4      | Avondale College, Wainuiomata High School, Mairehau High School                          |
| 5      | Massey High School, Aotea College, Hagley Community College                              |
| 6      | Rutherford College, Rongotai College, Papanui High School                                |
| 7      | Mount Albert Grammar School, Upper Hutt College, Riccarton High School                   |
| 8      | Palmerston North Boys' High School, Wellington East Girls' College, Cashmere High School |
| 9      | Westlake Girls High School, Newlands College, Macleans College                           |
| 10     | Rangitoto College, Wellington Girls' College, Albany Senior High School                  |

## Critiques
Le système des déciles est récemment devenu l’objet de critiques de la part des enseignants et de la principale association des parents d’élèves, car il induit une compétition destructive entre les écoles et une exacerbation de la prédominance blanche (selon le phénomène du white flight). Les données du  ministère de l’Éducation indiquaient que 60 000 Pakehas (des élèves néo-zélandais d’origine européenne) étaient présents dans des écoles à faible décile en 2000, mais que ce nombre avait été divisé par deux en 2010, alors que les écoles avec un décile élevé connaissaient une augmentation correspondante du nombre de Pakehas.
Le Ministère avança que des changements démographiques étaient en cours pour justifier cette fracture mais l’Association des directeurs du secondaire et la PPTA (en) a attribué ce phénomène à des raisons raciales et de classes sociales touchant les écoles à faible décile, qui habituellement ont une majorité d’élèves Maori ou venant des îles du Pacifique dans leur effectif.
Un visiteur du programme Fulbright, le professeur Chris Lubienski, effectua des recherches qui indiquèrent des écarts dans 36 des 49 zones d'écoles secondaires d’Auckland. Selon le professeur Lubienski, certains directeurs des écoles de ces 36 zones confessèrent anonymement avoir fait varier les limites de leur zone de ressort dans le but d’encourager l’inscription d’élèves de milieux favorables et éviter celle d’élèves de milieux plus pauvres dans leur école.
En réponse, le directeur du Mount Albert Grammar School, Dale Burden, répliqua que les zones scolaires « ne pouvaient pas être facilement manipulées et que leur modification se faisait dans le cadre d'un processus transparent ». Le ministre de l’Éducation publia la déclaration suivante :

« L'objectif de la carte scolaire est de s’assurer que la sélection des candidats à l’inscription est équitable et transparente, et permet le meilleur usage du réseau scolaire.

Autant que possible, un programme d'inscription ne doit pas exclure les étudiants locaux, afin qu'il n'y ait pas plus d'étudiants exclus d'une école qu'il n'est nécessaire pour éviter l'encombrement des écoles.

Le ministère a récemment mis à jour les directives relatives à la carte scolaire. Elles clarifient le fait qu’avant de (re-)dessiner une zone d'inscription, la commission locale doit consulter les parents d’élèves et la communauté concernés ainsi que les autres écoles voisines

Les revenus des foyers ne doivent pas être pris en compte pour la définition de la zone.

La loi exige qu'une commission s'assure que tous les élèves puissent être inscrits dans une école appropriée tout en assurant que les autres écoles ne présentent pas problèmes d'inscriptions.
Si un conseil d’école n’est pas capable d’approuver un arrangement sur les limites de la carte scolaire, le ministère peut intervenir pour résoudre la question. Si nécessaire, le ministère a les pouvoirs pour exiger qu'un conseil amende une zone d’inscription proposée. »

— Déclaration du ministère de l’Éducation

## Proposition du Gouvernement national en remplacement
En juillet 2017, le ministre de l’Éducation Nikki Kaye du Fifth National Government (en) annonça un plan pour remplacer le système actuel « ... dès 2019... » par un système de financement ciblé basé sur le nombre d’enfants « à risque » qu'une école compte}.
Toutefois, le mandat de son gouvernement prit fin en 2017.

## Sources
- (en) Cet article est partiellement ou en totalité issu de l’article de Wikipédia en anglais intitulé « Socio-economic decile » (voir la liste des auteurs).

## Compléments